# Saint-Clément-sur-Guye
Saint-Clément-sur-Guye és un municipi francès situat al departament de Saona i Loira i a la regió de Borgonya - Franc Comtat. L'any 2009 tenia 129 habitants.

## Història
| Data d'elecció                           | Identitat          | Partit | Qualitat |
| ---------------------------------------- | ------------------ | ------ | -------- |
| 1944-1977                                | Claude Dutartre    |        |          |
| 1977-1995                                | Charles Desmurs    |        |          |
| 1995-2008                                | Gérard Royal       |        |          |
| 2008-                                    | Thierry Demaizière |        |          |
| les dades anteriors no són pas conegudes |                    |        |          |
|                                          |                    |        |          |

## Demografia
| A partir de 1990: Població sense dobles comptes |